# Pontus Jansson
Pontus Sven Gustav Jansson (* 13. února 1991 Arlöv) je švédský profesionální fotbalista, který hraje na pozici středního obránce za švédský klub Malmö FF.
Mezi lety 2012 a 2020 odehrál Jansson také 27 utkání v dresu švédské reprezentace a zahrál si na EURO 2016 a 2020 a na Mistrovství světa v roce 2018.

## Klubová kariéra

### Malmö FF
Jansson začal hrát fotbal v místním klubu Arlövs BI. V roce 2006, ve věku 15 let, se přesunul do akademie Malmö FF. V A-týmu debutoval 14. září 2009 v ligovém zápase proti Djurgårdens IF. Jansson odehrál své první utkání v pohárové Evropě dne 13. července 2011, když odehrál celých 90 minut 2. předkola Ligy mistrů proti faerskému klubu HB Tórshavn.
Jansson byl jedním z klíčových hráčů, kteří dovedli Malmö k ligovému titulu v roce 2013, když odehrál 25 utkání a vstřelil jeden gól.

### Turín
Dne 1. července 2014 přestoupil Jansson do italského klubu Turín FC, a to jako volný hráč po vypršení smlouvy ve švédském Malmö. V dresu nového týmu debutoval 7. srpna, a to když nastoupil na posledních 10 minut utkání předkola Evropské ligy proti švédskému IF Brommapojkarna. V italské nejvyšší soutěži debutoval 19. října; odehrál celé utkání proti Udinese a svým výkonem přispěl k čistému kontu a výhře 1:0.
Dne 30. dubna 2016 vstřelil svůj první gól v Serii A, a to když otevřel skóre zápsau proti Udinese (výhra 5:1). V průběhu celého italského angažmá nebyl příliš vytěžován, odehrál pouhých 16 ligových zápasů za dvě sezóny a rozhodl se požádat Turín o uvolnění na hostování.

### Leeds United
Dne 18. srpna 2016 odešl Jansson do anglického druholigového Leedsu United na roční hostování s opcí. Svůj klubový debut si odbyl 23. srpna, a to v zápase EFL Cupu proti Luton Townu. Na svůj ligová debut si počkal do 10. září, když pomohl k vítězství 1:0 nad Huddersfield Townem. Jansson vstřelil svůj první gól v dresu Leedsu 5. listopadu; hlavičkou přispěl k vítězství 3:2 nad Norwich City FC. Jansson získal ocenění pro nejlepšího hráče soutěže za prosinec 2016. 2. února 2017 byla aktivována opce na trvalý přestup Janssona, která je odhadována na 3.5 milionu liber; švédský obránce následně podepsal tříletou smlouvu. 11. března byl Jansson zařazen do nejlepší jedenáctky soutěže za sezónu 2016/17. 25. října 2017 podepsal Jansson nový pětiletý kontrakt.
Poté, co pomohl Leedsu ke konečné třetí příčce v ligové sezóně 2018/19, byl 24, dubna zařazen do nejlepší jedenáctky soutěže. V sezóně odehrál 41 utkání ve všech soutěžích a vstřelil tři branky. Leeds se díky svému umístění kvalifikoval do postupového play-off, do kterého ale Jansson kvůli zranění kotníku nezasáhl. Leeds nepostoupil do finále přes Derby County po výsledcích 1:0 a 2:4.

### Brentford
Dne 8. července 2019 přestoupil Jansson do konkurenčního Brentfordu za částku okolo 6 miliónů euro, v novém klubu podepsal tříletou smlouvu. V důsledku odchodu kapitána Romaina Sawyerse se švédský stoper stal kapitánem svého nového klubu. V dresu Brentfordu (a s kapitánskou páskou) debutoval 3. srpna v ligovém zápase proti Birminghamu. Byl jedním z klíčových hráčů, kteří dovedli Brentford až do finále postupového play-off do Premier League, ve kterém podlehli Fulhamu 1:2 po prodloužení.
V sezóně 2020/21 skončil Brentford opět na 3. příčce v Championship, ale tentokrát se jim podařilo vyhrát play-off a postoupit do anglické nejvyšší soutěže. Poté, co postoupili přes AFC Bournemouth (0:1 a 3:1), porazili ve finále velšský klub Swansea City AFC 2:0.
V Premier League Jansson debutoval v prvním kole sezóny 2021/22, odehrál celých 90 minut překvapivého vítězství 2:0 nad londýnským Arsenalem. Svůj první gól v dresu The Bees 10. prosince 2021, když v 84. minutě zahájil obrat utkání proti Watfordu, které skončilo výhrou Brentfordu 2:1. V lednu 2022 prodloužil Jansson smlouvu s klubem do června 2023.

## Reprezentační kariéra
Jansson byl poprvé nominován do švédské reprezentace v lednu 2012. Svůj první zápas v reprezentačním dresu odehrál 18. ledna, jednalo se o přátelský zápas proti Bahrajnu. V létě 2016 se Jansson stal kapitánem reprezentace na závěrečném turnaji Euro 2016, nicméně ani do jednoho ze tří zápasů v základní skupině nenastoupil. 27. března 2018 byl Jansson kapitánem v přátelském zápase proti Rumunsku.
Dne 15. května 2018 byl Jansson nominován na závěrečný turnaj Mistrovství světa 2018. V prvním zápase základní skupiny proti Jižní Koreje nastoupil v základní sestavě po bohu stopera z Manchesteru United Victora Lindelöfa a pomohl k výhře 1:0. Na turnaji odehrál ještě závěrečných 5 minut čtvrtfinále proti Anglii, ve kterém Švédsko prohrálo 2:0.
Jansson byl nominován i na závěrečný turnaj Euro 2020, nicméně do žádného zápasu nenastoupil.
Dne 11. srpna 2021 oznámil Jansson ukončení své reprezentační kariéry.

## Statistiky

### Klubové
K 9. únoru 2022
| Klub                 | Sezóna  | Liga           | Liga   | Liga | Národní pohár | Národní pohár | Ligový pohár | Ligový pohár | Evropské poháry | Evropské poháry | Celkem | Celkem |
| Klub                 | Sezóna  | Liga           | Zápasy | Góly | Zápasy        | Góly          | Zápasy       | Góly         | Zápasy          | Góly            | Zápasy | Góly   |
| -------------------- | ------- | -------------- | ------ | ---- | ------------- | ------------- | ------------ | ------------ | --------------- | --------------- | ------ | ------ |
| Malmö FF             | 2009    | Allsvenskan    | 2      | 0    | 0             | 0             | —            | —            | —               | —               | 2      | 0      |
| Malmö FF             | 2010    | Allsvenskan    | 18     | 1    | 2             | 0             | —            | —            | —               | —               | 20     | 1      |
| Malmö FF             | 2011    | Allsvenskan    | 15     | 2    | 2             | 0             | —            | —            | 11              | 1               | 28     | 3      |
| Malmö FF             | 2012    | Allsvenskan    | 30     | 1    | 0             | 0             | —            | —            | —               | —               | 30     | 1      |
| Malmö FF             | 2013    | Allsvenskan    | 25     | 1    | 2             | 0             | —            | —            | 6               | 0               | 33     | 1      |
| Malmö FF             | 2014    | Allsvenskan    | 9      | 1    | 6             | 0             | —            | —            | 0               | 0               | 15     | 1      |
| Malmö FF             | Celkem  | Celkem         | 99     | 6    | 12            | 0             | 0            | 0            | 17              | 1               | 128    | 7      |
| IFK Malmö (loan)     | 2009    | Division 2     | 8      | 4    | —             | —             | —            | —            | —               | —               | 8      | 4      |
| Turín                | 2014/15 | Serie A        | 9      | 0    | 1             | 0             | —            | —            | 6               | 0               | 16     | 0      |
| Turín                | 2015/16 | Serie A        | 7      | 1    | 2             | 0             | —            | —            | —               | —               | 9      | 1      |
| Turín                | Celkem  | Celkem         | 16     | 1    | 3             | 0             | —            | —            | 6               | 0               | 25     | 1      |
| Leeds United (host.) | 2016/17 | Championship   | 34     | 3    | 1             | 0             | 1            | 0            | —               | —               | 36     | 3      |
| Leeds United         | 2017/18 | Championship   | 42     | 3    | 0             | 0             | 1            | 0            | —               | —               | 43     | 3      |
| Leeds United         | 2018/19 | Championship   | 39     | 3    | 0             | 0             | 2            | 0            | —               | —               | 41     | 3      |
| Leeds United         | Celkem  | Celkem         | 115    | 9    | 1             | 0             | 4            | 0            | —               | —               | 120    | 9      |
| Brentford            | 2019/20 | Championship   | 37     | 0    | 0             | 0             | 0            | 0            | —               | —               | 37     | 0      |
| Brentford            | 2020/21 | Championship   | 27     | 0    | 0             | 0             | 0            | 0            | —               | —               | 27     | 0      |
| Brentford            | 2021/22 | Premier League | 24     | 1    | 1             | 0             | 1            | 0            | —               | —               | 26     | 1      |
| Brentford            | Celkem  | Celkem         | 88     | 0    | 1             | 0             | 1            | 0            | —               | —               | 90     | 1      |
| Celkem               | Celkem  | Celkem         | 326    | 21   | 17            | 0             | 5            | 0            | 23              | 1               | 371    | 22     |

### Reprezentační
| Švédsko | Švédsko | Švédsko |
| Rok     | Zápasy  | Góly    |
| ------- | ------- | ------- |
| 2012    | 2       | 0       |
| 2013    | 2       | 0       |
| 2014    | 3       | 0       |
| 2015    | 0       | 0       |
| 2016    | 3       | 0       |
| 2017    | 3       | 0       |
| 2018    | 7       | 0       |
| 2019    | 3       | 0       |
| 2020    | 4       | 0       |
| Celkem  | 27      | 0       |

## Ocenění

### Individuální
- Jedenáctka sezóny EFL Championship: 2018/19[43]